# Conradus Leontorius
Conrado de Leonberg (1465-1511) (Konrad von Löwenberg, na realidade Konrad Töritz)(* Suábia, 1465 † Engenthal, perto de Basileia, 1511) foi um monge beneditino, cisterciense e humanista suíço-alemão.

## Biografia
Fez seus votos no monastério cisterciense de Maulbronn, no distrito de Neckar, que desfrutava de sua era de ouro, ao contrário dos outros monastérios cistercienses daquela época. Em 1490, tornou-se secretário do geral da Ordem. Quando os humanistas alemães começaram a retomar o estudo dos clássicos latinos e gregos, como Conrad deplorava o latim bárbaro em que os filósofos e teólogos alemães estavam expondo a doutrina dos seus grandes mestres, ele tomou a iniciativa de restaurar a latinidade clássica da Era de Cícero. De maneira que, através de seus exemplos verbais, estimulou o estudo do grego, sentindo-se atraído particularmente pelo erudito hebraico Johannes Reuchlin, o qual inspirou Conrad com seu entusiasmo pelo estudo do hebraico. Como seu amigo e professor, Conrad se convenceu da necessidade de estudar o hebraico para entender completamente a Sagrada Escritura e tornou-se um dos grandes eruditos em hebraico de sua época.  Manteve farta correspondência com os melhores escritores da literatura sacra e profana, e era muito estimado pelos literatos da sua época. Durante algum tempo, desempenhou a função de leitor de prova na renomada oficina tipográfica de Johannes Amerbach (1440-1513), na Basileia.  Além de ser autor de inúmeros poemas em latim, orações, e epístolas, ele publicou, entre 1506-08, a Bíblia Latina com a "Postilla" e as "Moralitates" do franciscano de Oxford Nicolau de Lyra (1270-1349), junto com a "Additiones" de Paulus Burgensis (1350-1435) e a "Replicæ" de Mathias Thoring (1390-1469).

## Obras
- Textus biblie cu[m] glossa ordinaria Nicolai de lyra postilla moralitatibus eiusdem Pauli Burge[n]sis additio[n]ibus Matthie Thoring replicis ... Addita quibus sunt nuperrime vltra dilige[n]tissimam & castigatissima[m] eme[n]dationes & lima[m] historie no[n] inuenuste: et figurate littere capitis cuiuslibet exordioque totam rem descripta[m] clarius qu[ae] possit aperiunt.
- Repertorium alphabeticum sententiarum prestantium, & scitu dignarum, ueteris & noui testamenti contentiuum: decerptarum ex glossa ordinaria, glossa interlineari : Postilla literali & morali Nicolai Lyrani ... ac questione quodlibetica; eiusdem utrum Messias deus & homo existens, & in lege promissus, uenerit; an adhuc uenturus a iudaeis uere expectetur; libello responsali obinctionibus cuiusdam iudei contra evangelium Matthei : item ex Pauli Episcopi Burgensis Iudaismum repudiantis additionibus an postillam; praeterae ex Matthiae Thoring, correctorio sive replicis[2]